# Bahariasaurus
Bahariasaurus („ještěr z oázy Baharíja“) byl rod obřího masožravého dinosaura (teropoda), který žil asi před 95 miliony let (věk cenoman, raná svrchní křída) na území dnešního Egypta. Ve stejných ekosystémech žili také dva další obří teropodi, rody Carcharodontosaurus a Spinosaurus.

## Historie objevu
Fosilie tohoto dinosaura poprvé objevil roku 1912 rodák z Čech, rakouský amatérský paleontolog Richard Markgraf. Fragmentární fosilie tohoto křídového teropoda byly objeveny v sedimentech geologického souvrství Baharíja (odtud rodové jméno). Typový druh B. ingens byl formálně popsán německým paleontologem Ernstem Stromerem v roce 1934.

## Rozměry
Bahariasaurus byl nepochybně obřím teropodem, dosahujícím podle většiny odhadů délky asi 11 až 12 metrů a hmotnosti přibližně 4000 kilogramů.

## Zařazení
Není jisté, do které skupiny teropodů Bahariasaurus patřil, navrhováni jsou také karcharodontosauridi nebo tyranosauroidi. Stejným zvířetem by mohl být rod Deltadromeus. V roce 2016 se objevila domněnka, že by se mohlo jednat o zástupce kladu Megaraptora.